# Jan I (patriarcha Aleksandrii)
Jan I – chalcedoński patriarcha Aleksandrii w 482 r.. Został usunięty ze stanowiska w tym samym roku, co został wybrany.